# Haikyu!! Batalla als contenidors
Haikyu!! Batalla als contenidors (劇場版ハイキュー!! ゴミ捨て場の決戦, Gekijōban Haikyu!! Gomi Suteba no Kessen) és una pel·lícula d'anime esportiva de 2024. Escrita i dirigida per Susumu Mitsunaka, és una adaptació de la sèrie manga Haikyū!! del mangaka Haruichi Furudate.
La pel·lícula, distribuïda per Toho, es va estrenar el 16 de febrer de 2024 al Japó. A Catalunya va arribar el 31 de maig de 2024.

## Resum
Al Japó, els equips rivals del Karasuno i el Nekoma s'enfronten en un duel decisiu que resoldrà el campionat nacional de voleibol. L’enfrontament farà augmentar la tensió fins a extrems mai vistos abans, ja que uns i altres estan decidits a fer el que calgui per guanyar el partit i endur-se el títol.

## Producció
La producció cinematogràfica es va anunciar el 13 d'agost de 2022, la qual formaria part d'una saga de dues pel·lícules. El 19 d'agost de 2023 es va anunciar que el subtítol del primer film seria Gomi Suteba no Kessen ('La batalla decisiva de l'abocador'). El 24 de setembre del mateix any, es va fer públic que la pel·lícula s'estrenaria als cinemes japonesos el 16 de febrer de 2024.
El desembre de 2023, al Jump Festa '24, es va anunciar que el grup de música Spyair interpretaria el tema principal de la pel·lícula: Orange.

## Estrena
El film es va estrenar als cinemes japonesos el 16 de febrer de 2024. Set rondes de regals especials es van repartir als cinemes entre els espectadors de manera limitada, entre els quals hi havia el volum 33.5 del manga.
Es va saber en un començament que Crunchyroll la portaria als cinemes dels Països Catalans tan sols doblada i subtitulada al castellà el 30 de maig de 2024. Arran d'això, es va crear una campanya per demanar que es portés doblada al català, atès que la sèrie s'havia doblat sencera recentment i també s'havia començat a publicar el manga en la nostra llengua. Aquesta campanya va comportar la creació d'un coixinet #Haikyuencatalà i una recollida de signatures a la plataforma Change.org, que va arribar a més de 600 en una setmana. Finalment, el 24 d'abril el compte de Crunchyroll a Twitter va anunciar que arribaria doblada en català el 31 de maig de 2024, juntament amb les altres versions. Tan sols es va estrenar als cinemes de Catalunya.

## Rebuda
La pel·lícula va debutar en primera posició a la taquilla japonesa, i va recaptar 2.230 milions de iens el primer cap de setmana d'estrena. En 75 dies va recaptar més 10.000 milions de iens, i es va convertir en la 15a pel·lícula japonesa en recaptar més de 10.000 milions.